# جورج سيمبسون (سياسي)
جورج سيمبسون (بالإنجليزية: George Simpson)‏ هو سياسي أسترالي، ولد في 7 مايو 1840 في سيدني في أستراليا، وتوفي بنفس المكان في 22 أغسطس 1919. انتخب عضو المجلس التشريعي ولاية كوينزلاند.